# US Open 2010 - Doppio femminile in carrozzina
Korie Homan e Esther Vergeer erano le detentrici del titolo, ma solo Vergeer ha partecipato quest'anno, facendo coppia con Sharon Walraven e ha battuto in finale 6–3, 6–3 Daniela Di Toro e Aniek van Koot.

## Teste di serie
1. Daniela Di Toro /  Aniek van Koot (finale)
2. Esther Vergeer /  Sharon Walraven (campionesse)

## Tabellone

### Legenda
| - Q = Qualificato - WC = Wild card - LL = Lucky loser | - ALT = Alternate - SE = Special Exempt - PR = Protected Ranking | - w/o = Walkover - r = Ritirato - d = Squalificato |

### Finali
|  | Semifinali | Semifinali                               | Semifinali                               | Semifinali | Semifinali |  |  | Finali | Finali                         | Finali                         | Finali | Finali |  |
|  |            |                                          |                                          |            |            |  |  |        |                                |                                |        |        |  |
|  | 1          | Daniela Di Toro Aniek van Koot           | Daniela Di Toro Aniek van Koot           | 6          | 6          |  |  |        |                                |                                |        |        |  |
|  |            | Annick Sevenans Mackenzie Soldan         | Annick Sevenans Mackenzie Soldan         | 2          | 3          |  |  | 1      | Daniela Di Toro Aniek van Koot | Daniela Di Toro Aniek van Koot | 3      | 3      |  |
|  |            | Florence Alix-Gravellier Jiske Griffioen | Florence Alix-Gravellier Jiske Griffioen | 4          | 4          |  |  | 2      | Esther Vergeer Sharon Walraven | Esther Vergeer Sharon Walraven | 6      | 6      |  |
|  | 2          | Esther Vergeer Sharon Walraven           | Esther Vergeer Sharon Walraven           | 6          | 6          |  |  |        |                                |                                |        |        |  |